# Cubocephalus aquilonius
Cubocephalus aquilonius là một loài tò vò trong họ Ichneumonidae.